# Martin Hellberg
Martin Hellberg (eigentlich Martin Gottfried Heinrich; * 31. Januar 1905 in Dresden-Löbtau; † 31. Oktober 1999 in Bad Berka) war ein deutscher Theater- und Filmregisseur, Schauspieler und Autor.

## Leben

### Kindheit, Jugend und Theaterschaffen
Martin Heinrichs Vater war eigentlich Glaser von Beruf, doch schloss er sich den Katholisch-apostolischen Irvingianern an und als solcher wurde er Vorsteher der Katholisch-apostolischen Gemeinde in Dresden. Als Martin drei Jahre alt war, wurde sein Vater nach Essen versetzt, aber ein knappes Jahr später nach Dresden zurückberufen. Dies war für längere Zeit der einzige Wohnortwechsel. Mit zwölf Jahren ermöglichte die Mutter ihm, die Hofoper im Stehparkett zu besuchen. So wurde er großer Fan der Oper, kannte jeden Beteiligten und sammelte alles über sie. Ins Jahr 1918 fiel sein erster Schauspielbesuch.
Zu Ostern 1919 schloss er die Volksschule ab und entschied sich, Maschinenschlosser zu werden, um später als Bühnentechniker im Theater zu arbeiten. Bei der Firma Schladitz-Werke AG unterschrieb sein Vater für ihn einen dreieinhalbjährigen Lehrvertrag. Er erlernte dort auch das Technische Zeichnen. 1920 trat er in einem Märchenspiel zum ersten Mal vor Publikum auf und spielte darin leidenschaftlich die Hauptrolle. Im September 1922 erhielt er seinen Gesellenbrief als Schlosser und Zeichner und wurde ab Oktober als Dreher und Fräser in der Kinobau-Abteilung der Ernemann-Werke in Dresden-Neustadt angestellt. Zu dieser Zeit besuchte er, dies vor allem vor seinem Vater verheimlichend, als Abendschüler das Conservatorium für Musik und Theater. Im November 1923 wurde er nach der Teilnahme an einem Streik bei den Ernemann-Werken entlassen.
Er wurde als Komparse am Schauspielhaus angenommen und arbeitete mit den kaum Altersunterschied aufweisenden Curt Trepte und Alfons Mühlhofer zusammen. In der Spielzeit 1923/1924 wurde seine Bühnenpräsenz auf kleine Einsätze ausgeweitet. Ohne umfassende Schauspielausbildung nahm sich Georg Kiesau seiner an. Bedingung für ein festes Engagement war die Änderung des Nachnamens, da „Heinrich“ einerseits als häufiger Familienname nicht unverwechselbar und andererseits wegen des Vornamencharakters irritierend war. Spontan entschied sich der Nachwuchsschauspieler für „Hellberg“, der Hauptfigur aus dem Roman, den sein Vater geschrieben hatte. So erhielt er einen Vertrag am Dresdner Schauspielhaus ab der Spielzeit 1924/1925. Seine erste Rolle als Berufsschauspieler war die des Lanzelot Gobbo im Kaufmann von Venedig.
1926 war Hellberg Mitwirkender bei der deutschen Uraufführung von Ben Jonsons Volpone oder Der Tanz ums Geld, frei bearbeitet von Stefan Zweig, mit Alfred Meyer als „Volpone“ und Erich Ponto als „Mosca“. Hellberg traf auf diese Weise mit Stefan Zweig zusammen. In den darauffolgenden Jahren spielte er tragende Rollen in Shakespeare-Komödien und Goethe- wie Lessing-Dramen. Unter seinen Bühnenpartnern waren zum Beispiel Felix Steinböck, Walther Kottenkamp und der schon erwähnte Erich Ponto.
Mit einer Gruppe junger Schauspieler und Laien inszenierte er außerhäusig Peter Martin Lampels Revolte im Erziehungshaus – obwohl für die Staatstheaterbediensteten traditionell die Vorschrift politischer Passivität galt. Aus dieser Freizeitaktivität entstand das erste reine Arbeitertheater in Dresden, „Rotor“ überschrieben. In der Bezeichnung für ein damals neu erfundenes Vehikel steckte das Wort „rot“, das geeignet war, anzuzeigen, was die Theatertruppe transportieren wollte, nämlich linkes Gedankengut. Anlässlich einer Großkundgebung füllte Hellberg am 15. Juli 1931 den Beitrittsschein zur KPD aus. Bald kam er in engste Fühlung mit der Dresdner Agitproptruppe „Rote Raketen“. Zu deren Repertoire gehörten unter anderem die Friedrich-Wolf-Stücke Cyankali und Die Matrosen von Cattaro. Am Tag vor Hitlers Machtübernahme veranstaltete Hellberg im Dresdner Central-Theater eine Maxim-Gorki-Feier, die mit einer polizeilichen Hinausprügelei des Publikums endete. Seine offen gezeigte Mitgliedschaft in der KPD führte zum Ausschluss aus dem Verband der Sächsischen Staatstheater mit Wirkung ab 21. April 1933.
Im August 1934 wirkte er am Schillertheater Berlin. Von Januar bis Mai 1935 erfüllte er einen Gastspielvertrag mit dem Thalia Theater Hamburg, danach ging er an die Komische Oper Berlin und hiernach wiederum ans Theater in der Behrenstraße. Es folgte ein Umzug nach Stuttgart, wo er als Sprecher und Hörspielakteur im Reichssender Stuttgart eingesetzt wurde. Im Anschluss tingelte er mit Schauspielkollegen über die schwäbischen Kleinstädte. In der Spielzeit 1940/1941 war er Oberspielleiter an der Württembergischen Landesbühne und in derselben Funktion 1941/1942 an den Städtischen Bühnen Freiburg im Breisgau.
Am 22. August 1942 ereilte ihn der Ausschluss aus der Reichskulturkammer und damit ein allgemeines Berufsverbot, das er aber ignorierte, sodass in manchen Lebensabrissen auch die Angabe „1943“ zu finden ist, das Jahr, in dem er als Soldat eines Strafbataillons ins Pripjet-Sumpfgebiet an der Ostfront kommandiert wurde.
Nach dem Krieg kehrte er zunächst nach Freiburg zurück, wo er sein Stück Der neue Weg verfasste und im September 1945 mit ihm selbst in einer der Hauptrollen uraufführte.
Auf Vermittlung von Erich Kästner erhielt Hellberg Ende 1945 den Posten des Abteilungsleiters „Hörspiel“ bei Radio München und den eines Regisseurs an den Münchner Kammerspielen. Als Radiomacher bot er verschiedene Formate an. Das Glanzstück war das Hörspiel Der Revisor nach Nikolai Gogol mit dem – kriegsbedingt ausgedünnten – „Münchner Schauspieler-Reservoir“ (wie Hellberg es nannte). An den Kammerspielen inszenierte er 1946 die deutsche Erstaufführung von Jean Giraudoux’ Der trojanische Krieg findet nicht statt und ging damit auf Gastspielreise in Sachsen. Ebenfalls eine Gastregie war das diesmal auf die Bühne gebrachte Revisor-Stück in Stuttgart, im Schauspielhaus des Neuen Theaters (Premiere: 14. Februar 1947), das Hellberg selbst für „eine der gelungensten Inszenierungen meines Lebens“ hielt. In München gründete er die „Deutsche Schauspielschule München“. Der Unterrichtsbeginn fand im Sommer 1946 statt. Auf 1946 ist auch sein Eintritt in die SED datiert. Die Schauspielschule musste 1948 wegen Kreditverweigerung wieder schließen. Seine zweite Gründung, das „Dramatische Theater am Odeonsplatz“, konnte zu dieser Zeit zwar noch seinen Spielbetrieb aufrechterhalten, seinem Fortbestand wurden jedoch ebenfalls Steine in den Weg gelegt. Hellberg fühlte sich aus politischen Gründen aus München verdrängt – er ging in die sowjetisch besetzte Zone (SBZ) des Landes.
Im August 1949 war er Oberspielleiter und Darsteller an seiner alten Wirkungsstätte am Dresdner Staatstheater. Erwähnenswert sind hier die Götz-von-Berlichingen-Aufführungen. Zugleich unterstützte er Berliner Theater: Er begann 1949 bei Hans Rodenberg als Schauspieler im damaligen Theater im Haus der Kultur der Sowjetunion, inszenierte im Oktober 1949 die Uraufführung von Leon Kruczkowskis Die Sonnenbrucks in den Kammerspielen am Deutschen Theater und fand seine künstlerische Arbeit im Dezember 1949 gekrönt mit der Ernennung zum Generalintendanten der Dresdner Staatstheater. Somit war Martin Hellberg der erste Theaterintendant, der von der Regierung der zwölf Wochen zuvor gegründeten DDR eingesetzt wurde. Die Ausübung des Amtes begann 1950. Hellberg (der andernorts auch Vorträge über Shakespeare hielt) machte sein Einstandsjahr mit der Veranstaltung der lange nachhallenden „Shakespeare-Tage“ sowie der Regiearbeit bei Das Glockenspiel des Kreml (Premiere: 21. Januar 1951) mit seinen 42.000 Besuchern zu einem denkwürdigen Jahr in der Geschichte des Dresdner Großen Hauses. Des Weiteren wurden unter anderem Emilia Galotti, König Johann und die in Berlin erprobten Sonnenbrucks Publikumserfolge.
Im März 1951 erhielt Hellberg von der DEFA das Angebot, im Maetzig-Film Roman einer jungen Ehe mitzuspielen. Das war der Einstieg in eine neue Schaffensperiode als Filmregisseur.
Auslöser für das Ende der Intendanz 1951 war die Kritik an der Doppelbeschäftigung seitens des Ministeriums für Volksbildung, Hauptabteilung Kunst und Literatur. Rund zehn Jahre später, am 1. August 1962, übernahm Martin Hellberg noch einmal eine Theaterleitung, nämlich die Generalintendanz des Mecklenburgischen Staatstheaters Schwerin. Am 30. November 1963, mitten in der Spielzeit, erfolgte die Abberufung wegen wiederholter Missachtung von Aufträgen und Anweisungen übergeordneter Dienststellen.

### Filmschaffen
Von 1951 bis 1964 entstanden bei der DEFA 16 Filme unter seiner Regie. Sein Erstlingswerk Das verurteilte Dorf, zu dem Kurt und Jeanne Stern das Buch schrieben, errang internationale Anerkennung. Er erhielt dafür unter anderem den Internationalen Friedenspreis, der ihm von Jorge Amado überreicht wurde. Unter seinen politisch engagierten Filmen, die heute zu Zeugen der Zeit geworden sind, waren eine ganze Reihe von Klassikeradaptionen.
Im Film Lotte in Weimar von Regisseur Egon Günther (DDR, 1974/1975) nach dem Goethe-Roman von Thomas Mann spielte Hellberg – neben Lilli Palmer als „Lotte“ – den „Geheimrat von Goethe“. Er verkörperte den Dichterfürsten so glaubhaft, dass er zu seiner Paraderolle wurde. Er schlüpfte weitere zweimal in diese Rolle für die Bildungsfernsehreihe Geheimnisvolles Interview und einmal für einen Dokumentarfilm über Weimar. 1988 mimte er auch in einem ZDF-Film über den Weimarer Zwiebelmarkt sein Idol. Im Oscar-prämierten Film Mephisto von Regisseur István Szabó (BRD/Österreich/Ungarn, 1981) stand er an der Seite von Klaus Maria Brandauer in der Rolle des Max Reinhardt vor der Kamera. Hellbergs Töchter Kerstin und Margrid singen im Film in einer Szene ein Duett von Felix Mendelssohn Bartholdy. Hellberg entdeckte und förderte Wolf Kaiser, Martin Flörchinger, Rolf Ludwig, Helga Göring, Peter Herden und Ingeborg Ottmann und arbeitete mit diesen freundschaftlich vertraut zusammen. Sein Wissen, seine Erfahrung und seine Berufsauffassung gab er zwischen 1956 und 1958 an die Studenten der Filmhochschule in Potsdam-Babelsberg als Leiter der Fachrichtung „Regie – Schauspielerführung vor der Filmkamera“ weiter.

### Privates
Martin Hellberg war von 1926 bis 1935 mit Berta Gurewitsch verheiratet; sie emigrierte mit dem gemeinsamen Sohn Igael Tumarkin nach Palästina. Dessen jüngster Sohn Yon Tumarkin ist ebenfalls in der Filmindustrie aktiv. Er ist ein bekannter israelischer Schauspieler.
Gemäß seiner Autobiografie Die bunte Lüge besuchte Hellberg im Sommer 1927 seinen Freund, den Schriftsteller Johann Erich Gottschalch, in dessen ohne Baugenehmigung errichtetem Haus „im Wald bei Radebeul-Lindenau“ (genauer in Kötzschenbroda-Oberort). Um es ihm gleichzutun, erwarb er dort mitten im Wald ebenfalls ein benachbartes Stück Land und baute sich in den Folgemonaten mit Berta „Beba“ Gurewitsch das Haus Hellberg, ebenfalls ohne Baugenehmigung. Gottschalch nannte es: „Wir gründen eine Künstlerkolonie!“ Ursprünglich unter der Adresse Buchholzweg 59 ist das Haus heute umadressiert auf den Ginsterweg 51.
Nach seiner Ehe mit Gurewitsch war Hellberg mit der Schauspielerin, Publizistin und Dramaturgin Traute Richter verheiratet, mit der er bis 1960 gemeinsam lebte. Sie flüchtete 1962 aus der DDR nach West-Berlin. Hellberg lebte und arbeitete zuletzt in Bad Berka bei Weimar mit seiner letzten Frau, der Gesangsdozentin Sigrid Kürsten Hellberg und Töchtern. Dort traf er auch Vorbereitungen für ein Martin-Hellberg-Archiv. Neben dem Aufbau dieses Archivs schrieb er seine Memoiren, die in drei Bänden vorgelegt wurden, nahm an Diskussionsforen teil und hielt in Schulen Vorträge über Klassische Literatur. Martin Hellberg war Vorstandsmitglied der Deutschen Shakespeare-Gesellschaft und Ehrenmitglied der Staatstheater Dresden. 1980 wurde er mit dem Vaterländischen Verdienstorden in Gold ausgezeichnet.
Nach der Film-Ära widmete er sich einigen Gastinszenierungen an Theatern, zum Beispiel am Deutschen Nationaltheater Weimar und am Elbe-Elster-Theater der Lutherstadt Wittenberg.
Hellberg starb im Alter von 94 Jahren.

## Schaffens-Philosophie
Hellberg bekannte 1955: „Die Regie ist mir Fazit meines Lebens, höchste Erfüllung. Dem, was mich umgibt, ein Stück Ordnung abringen, ein Stück Leben durchscheinend, transparent zu machen, daß das allgemein gültige Gesetz sichtbar wird – das ist Regie.“ Er befand, Theater und Film seien „keine Brüder“, denn eine Bühnenregie bedeute, mit den Worten des Dichters zu arbeiten während eine Filmregie verlange, in Bildern zu erzählen. Beim Erfahrungsvergleich kam er zu dem Ergebnis: „Eigentlich schenkt mir heute der Film, was mir das Theater versagte. Tief empfinde ich die Gewißheit, daß das, was gestaltet ist, auch bleibt – im Gegensatz zum flüchtigen Werk auf der Bühne.“ Ein Jahr später bemängelte er hinsichtlich seines bevorzugten Wirkungsfeldes „Film“ neben Eingriffen in die künstlerische Freiheit und anderen systemimmanenten Erschwernissen vor allem, dass Filme entgegen dem zuvor festgestellten Vorteil doch „Eintagsfliegen“ seien, die allzu schnell der Vergessenheit anheimfallen würden. Sie würden die Kinos durchlaufen und anschließend in den Archiven eingemottet werden. Zudem kämen die akribische Regiearbeit und die modernen Aufnahmetechniken durch veraltete Wiedergabetechniken nicht zur Geltung. Ein weiteres Jahr später formulierte er daraus die Konsequenz: „Es geht für mich um die überfällige Neufixierung der Stellung des Films und des Filmkünstlers in unserer Gesellschaft.“
Zur Theaterarbeit schrieb Hellberg in seinem zweiten Memoirenband Im Wirbel der Wahrheit 1978: „[…] Kunst ist meinem Offenbarungsdrang Natur, durch meine subjektive Betrachtungsweise gefiltert. Man muß, das bestätigen die Kollegen, auf den Proben dabeigewesen [sic] sein, um dieses Credo zu verstehen.“

## Auszeichnungen
- 1960: Heinrich-Greif-Preis I. Klasse
- 1952: Nationalpreis I. Klasse für Kunst und Literatur
- 1953: Weltfriedenspreis (Internationaler Friedenspreis des Weltfriedenrats)
- 1974: Vaterländischer Verdienstorden in Silber
- 1980: Vaterländischer Verdienstorden in Gold
- 1984: Karl-Marx-Orden

## Filmografie (Auswahl)

### Als Regisseur
- 1952: Das verurteilte Dorf
- 1952: Geheimakten Solvay
- 1953: Das kleine und das große Glück
- 1955: Der Ochse von Kulm
- 1956: Der Richter von Zalamea
- 1956: Die Millionen der Yvette
- 1956: Thomas Müntzer – Ein Film deutscher Geschichte
- 1957: Wo Du hin gehst…
- 1958: Emilia Galotti
- 1958: Kapitäne bleiben an Bord
- 1959: Kabale und Liebe
- 1959: Senta auf Abwegen
- 1962: Die schwarze Galeere
- 1962: Minna von Barnhelm oder Das Soldatenglück
- 1964: Viel Lärm um nichts

### Als Darsteller
- 1935: Die blonde Carmen
- 1952: Roman einer jungen Ehe
- 1959: Kabale und Liebe
- 1968: Wir lassen uns scheiden
- 1967: Turlis Abenteuer
- 1968: Treffpunkt Genf (TV)
- 1971: Dornröschen
- 1975: Lotte in Weimar
- 1977: Ein irrer Duft von frischem Heu
- 1978: Marx und Engels – Stationen ihres Lebens
- 1981: Mephisto – Regie: István Szabó
- 1981: Aus der Franzosenzeit (TV)
- 1983: Märkische Chronik (TV-Serie)
- 1985: Johann Sebastian Bach
- 1985: Irrläufer

## Theater (Auswahl)

### Als Regisseur
- 1947: Nikolai Gogol: Der Revisor (Neues Theater, Schauspielhaus)
- 1949: Leon Kruczkowski: Die Sonnenbrucks (Deutsches Theater, Kammerspiele)
- 1950: William Shakespeare: König Johann (Staatstheater Dresden)
- 1951: Nikolai Pogodin: Missouri-Walzer (Staatstheater Dresden)
- 1951: Nikolai Pogodin: Das Glockenspiel des Kreml (Staatstheater Dresden)

### Als Schauspieler
- 1926: Max Mohr: Platingruben in Tulpin (Stephan Casson) – Regie: Georg Kiesau (Sächsische Staatstheater Dresden – Schauspielhaus)
- 1929: Gerhard Menzel: Fern-Ost – Regie: Josef Gielen (Sächsische Staatstheater Dresden)
- 1949: Anatoli Sofronow: Der Moskauer Charakter (Direktor Potapow) – Regie: Hans Rodenberg (Haus der Kultur der Sowjetunion Berlin)

## Publikationen
- Bühne und Film. Henschelverlag, Berlin 1955.
- Die bunte Lüge. Erinnerungen eines Schauspielers [1905–1933]. Henschelverlag [2. Aufl.: Henschelverlag Kunst und Gesellschaft], Berlin 1974.
- Im Wirbel der Wahrheit. Lebenserinnerungen eines Theatermannes 1933–1951. Henschelverlag Kunst und Gesellschaft, Berlin 1978.
- Mit scharfer Optik. Erinnerungen eines Filmmenschen 1951–1981. Henschelverlag Kunst und Gesellschaft, Berlin 1982.